# Christian Bobin
Pour les articles homonymes, voir Bobin.
Christian Bobin, né le 24 avril 1951 au Creusot en Saône-et-Loire et mort le 23 novembre 2022 à Chalon-sur-Saône, est un écrivain et poète français.

## Biographie

### Jeunesse
Fils d'un père dessinateur et d'une mère calqueuse, tous deux employés à l’usine Schneider du Creusot, il est le dernier né d’une famille de trois enfants. Il passe une enfance solitaire dans la compagnie des livres.
À propos de son enfance, il déclare : « Je serais incapable de faire des récits d'enfance. Je me demande comment sont faits ces livres-là. Je me sens infirme devant ça. Et pour aggraver les choses, j'ai l'impression d'avoir une mémoire presque anéantie de tout ça. »
Il déclare aussi au sujet de l'école : « Ce qui me paraît le plus insupportable — et c'est aussi ce que fait notre société — c'est que l'école me séparait de moi-même. Ce n'était pas d'une personne, mais de moi-même, dans le vagabondage des heures, des humeurs. C'était ça dont j'étais séparé. »
Attiré par l’écriture dès l’âge de 15 ans, il se lance dans des études de philosophie et se passionne pour les œuvres de Platon, Spinoza et Kierkegaard.
À 25 ans, il écrit Lettre pourpre, un premier ouvrage publié en 1977 grâce à sa rencontre avec Laurent Debut, jeune fondateur des éditions Brandes.
Ne cherchant pas vraiment le succès, Christian Bobin continue à écrire en enchaînant les petits boulots. Il est tour à tour bibliothécaire à la bibliothèque municipale d’Autun, guide à l’écomusée du Creusot, rédacteur à la revue Milieux, élève infirmier en psychiatrie et professeur de philosophie.

### Parcours littéraire
Ses premiers textes, brefs et se situant entre l'essai et la poésie, sont publiés aux éditions Brandes, Paroles d’Aube, Le Temps qu'il fait, Théodore Balmoral et surtout Fata Morgana chez qui il publie notamment Lettres d'or. À la fin des années 1980, ses livres paraissent alternativement chez Fata Morgana et  Gallimard, puis en alternance entre Gallimard, les éditions Lettres Vives et Le Temps qu'il fait.
En 1991, il connaît un premier succès avec Une petite robe de fête, ouvrage vendu à 270 000 exemplaires. L’année suivante, l’auteur, toujours aussi discret, fait sensation avec Le Très-Bas, livre consacré à saint François d’Assise, qui s’écoule à plus de 400 000 exemplaires et est salué par la critique (prix des Deux Magots et grand prix catholique de littérature en 1993).
En 1995, marqué par la mort prématurée de son amie de cœur (connue lors d'une soirée et déjà mère), Ghislaine Marion, Christian Bobin rend un hommage vibrant à la vie dans La plus que vive (1996), œuvre qui ne fait qu’accroître son public.
Malgré ces succès, il reste un auteur « amoureux du silence et des roses », fuyant les mondanités de la scène littéraire. « Ma vie, écrit-il dans Louise Amour, s’était passée dans les livres, loin du monde, et j’avais, sans le savoir, fait avec mes lectures ce que les oiseaux, par instinct, font avec les branches nues des arbres : ils les entaillent et les triturent jusqu’à en détacher une brindille, bientôt nouée à d’autres, pour composer leur nid. »
Il tient également une chronique intitulée Regard poétique dans le magazine mensuel Le Monde des religions.
En 2016, il reçoit le prix d'Académie de l'Académie française pour l'ensemble de son œuvre.
Le 11 mai 2023, Christian Bobin reçoit à titre posthume le prix Goncourt de la poésie décerné à titre spécial pour l'ensemble de son oeuvre poétique,.
Le 6 novembre 2023, les éditions Gallimard annoncent la publication pour le 1er février 2024 d'un roman posthume de Christian Bobin intitulé Le Murmure, commencé chez lui au Creusot en juillet 2022 puis poursuivi sur son lit d'hôpital durant les deux mois précédant sa mort.

### Analyse de l’œuvre
Christian Bobin trouve un écho et une grande inspiration chez des poètes et romanciers capables, comme lui, de s’émerveiller des choses simples de la vie, comme Jean Grosjean, André Dhôtel ou l’écrivain allemand Ernst Jünger.
Sa forme de prédilection est le fragment, une écriture concentrée faite de petits tableaux représentatifs d’un moment. Ses ouvrages tiennent à la fois ou séparément du roman, du journal et de la poésie en prose.
Auteur contemplatif, il donne à ses textes un caractère presque religieux par l’emploi d’une prose poétique et aérienne qui invite au recueillement et à la méditation. La foi chrétienne tient ainsi une place importante dans son œuvre, dont Le Très-Bas (1992) et Ressusciter (2001) sont les exemples les plus frappants. Christian Bobin déclarait à ce sujet en 2010 dans Psychologies : « Ma foi est de l’ordre de la contemplation : c’est ne pas me remettre d’être sur Terre, c’est être étonné comme un nouveau-né, c’est avoir un appétit immense du « jamais vu » de la vie. Cela n’a rien à voir avec le Dieu enfermé dans les consignes automatiques des Églises. » La religion est pourtant loin d’être son seul sujet de prédilection.
Abordant des thèmes universels, comme l’enfance, la mélancolie et l’absence, ses ouvrages sont comme des fragments de vie appartenant tous au même puzzle. Voguant entre essai et poésie, Christian Bobin marque sa préférence pour la brièveté. Ses livres prennent ainsi parfois la forme d’un journal intime, comme dans Autoportrait au radiateur (1997), ou d’une suite de lettres, comme dans Un bruit de balançoire (2017).

### Vie privée
Il a partagé la vie de la poétesse Lydie Dattas qu'il a épousée. Ayant toujours vécu à l'écart du monde, il s'installe en 2005 avec elle dans une maison isolée à la lisière du bois du Petit Prodhun à Saint-Firmin (Saône-et-Loire), à une dizaine de kilomètres de son Creusot natal.

### Mort
Christian Bobin meurt à l'âge de 71 ans le 23 novembre 2022, à Chalon-sur-Saône, « des suites d'une grave maladie », un cancer, « ayant brusquement évolué de manière foudroyante ». Il est inhumé  dans le Gers, au cimetière de Marciac, ville où habite sa femme Lydie Dattas,.

## Œuvres

### Romans et essais
- Lettre pourpre, Éditions Brandes, 1977
- Le Feu des chambres, Brandes, 1978
- Le Baiser de marbre noir, Brandes, 1984
- Souveraineté du vide, Fata Morgana, 1985
- L'Homme du désastre, Fata Morgana, 1986
- Le Colporteur, Brandes, 1986
- Ce que disait l'homme qui n'aimait pas les oiseaux, Brandes, 1986
- Dame, roi, valet, Brandes, 1987
- Lettres d'or, Fata Morgana, 1987
- La Part manquante, Gallimard, 1989
- Éloge du rien, Fata Morgana, 1990
- L'Autre Visage, Lettres Vives, 1991
- La Merveille et l'Obscur (entretiens avec Christian Bobin), Paroles d'Aube, 1991  (ISBN 2-909096-00-9)
- Une petite robe de fête, Gallimard, 1991
- Le Très-Bas, Gallimard, 1992 – Prix des Deux Magots 1993 ; grand prix catholique de littérature 1993
- Isabelle Bruges, Le Temps qu'il fait, 1992
- Cœur de neige, revue Théodore Balmoral, 1993 ; rééd. éditions Fario, coll. « Théodore Balmoral », 2023
- L'Éloignement du monde, Lettres Vives, 1993
- L'Inespérée, Gallimard, 1994
- L'Épuisement, Le Temps qu'il fait, 1994, 118 p.  (ISBN 2-86853-205-5)
- Quelques jours avec elles, Le Temps qu'il fait, 1994
- L'Homme qui marche, Le Temps qu'il fait, 1995
- La Folle Allure, Gallimard, 1995
- Bon à rien, comme sa mère, Lettres Vives, 1995
- La plus que vive, Gallimard, 1996
- Autoportrait au radiateur, Gallimard, 1997
- Mozart et la pluie suivi de Un désordre de pétales rouges, Lettres Vives, 1997
- Geai, Gallimard, 1998
- L'Équilibriste, Le Temps qu'il fait, 1998
- Tout le monde est occupé, Mercure de France, 1999
- La Femme à venir, Gallimard, 1999
- Ressusciter, Gallimard, 2001
- La Lumière du monde, Gallimard, 2001
- Paroles pour un adieu, Albin Michel, 2001
- Le Christ aux coquelicots, Lettres Vives, 2002
- Louise Amour, Gallimard, 2004
- Prisonnier au berceau, Mercure de France, 2005 (ISBN 2-7152-2592-X)
- Une bibliothèque de nuages, Lettres Vives, 2006
- La Dame blanche, Gallimard, 2007
- Les Ruines du ciel, Gallimard, 2009 – Prix du livre de spiritualité 2010 Panorama-La Procure[16]
- Carnet du soleil, Lettres Vives, 2011
- Un assassin blanc comme neige, Gallimard, 2011
- L'Homme-joie, L'Iconoclaste, 2012
- La Grande Vie, Gallimard, 2014
- Noireclaire, Gallimard, 2015
- Un bruit de balançoire, L'Iconoclaste, 2017
- La Nuit du cœur, Gallimard, 2018 À propos de sa relation avec l'abbatiale Sainte-Foy de Conques.
- La Muraille de Chine, Lettres Vives, 2019
- L'Amour des fantômes, L'Herne, coll. « Carnets », 80 p., 2019
- Pierre,[17], Gallimard, 2019 Portrait intime du peintre Pierre Soulages.
- L'Homme du désastre, Fata Morgana, 2021 Longue lettre adressée à Antonin Artaud.
- Le Muguet rouge, Gallimard, 2022
- Le Murmure, Gallimard, février 2024[9],[13] (posthume)

### Anthologies
- Les Différentes Régions du ciel. Œuvres choisies, Gallimard, coll. « Quarto », série Voix contemporaines, 1 024 p., 58 ill., 2022[18],[19]Anthologie, avec une préface illustrée inédite de l'auteur.

### Livres illustrés
- Donne-moi quelque chose qui ne meure pas, photographies en noir et blanc d'Édouard Boubat, Gallimard, 1996 ; rééd. Gallimard, 2010
- La Prière silencieuse, photographies de Frédéric Dupont, Gallimard, 2015
- Quand la brume se déchire. Dans la nuit d'Alzheimer (extraits de La Présence pure, 1999), photographies d'Eleonore Demey), éditions du Palais, 2020

#### Avec Saraï Delfendahl (illustrations)
- Clémence Grenouille, Le Temps qu'il fait, 1996
- Une conférence d'Hélène Cassicadou, Le Temps qu'il fait, 1996
- Gaël Premier, roi d'Abimmmmmme[20] et de Mornelonge, Le Temps qu'il fait, 1996
- Le Jour où Franklin mangea le soleil, Le Temps qu'il fait, 1996

### Poésie
- Le Huitième Jour de la semaine, Lettres Vives, 1986
- L’Enchantement simple, Lettres Vives, 1989
- Le Colporteur, Fata Morgana, 1990
- La Vie passante, Fata Morgana, 1990
- Un livre inutile, Fata Morgana, 1992
- La Présence pure, Le Temps qu'il fait, 1999
- L’Enchantement simple et autres textes, Poésie/Gallimard, 2001
- La Présence pure et autres textes, Poésie/Gallimard, 2008.
- Éclat du Solitaire, Fata Morgana, 2011
- Le Plâtrier siffleur, Poesis, 2018
- Les poètes sont des monstres, Lettres Vives, 2022

### Préfaces et postfaces
- Air de solitude de Gustave Roud, Fata Morgana, 1988 (préface)
- L'ombre la neige de Maximine, éditions Arfuyen, 1991 (lettre-postface)
- Sorianoda de Patrick Renou, éditions de l'Envol, 1992 (lettre en postface)
- Tu m'entends ? de Patrick Renou, éditions Deyrolle, 1994 ; rééd. éditions Verdier (préface)
- Devance tous les adieux de Ivy Edelstein, éditions Points, 2015 (préface)
- Nudità della Parola : Le sette parole di Gesù in croce d'Emmanuel Borsotti, Edizioni Qiqajon, 2018 (lettre en préface)

### En revues
- « Le Bouclier », revue La Chair et le Souffle, vol. 8, no 2, 2013, p. 48-56

### En collaboration
- La Grâce de solitude, Dervy, 1998  (ISBN 2-85076-959-2) Dialogue avec Christian Bobin, Jean-Michel Besnier, Jean-Yves Leloup, Théodore Monod.

## Distinctions

### Prix littéraires
- 1993 : Prix des Deux Magots, pour Le Très-Bas
- 1993 : Grand prix catholique de littérature, pour Le Très-Bas
- 2009 : Prix du livre de spiritualité Panorama-La Procure, pour Les Ruines du ciel
- 2016 : Prix d'Académie de l'Académie française pour l'ensemble de son œuvre
- 2020 : prix littéraire Prince Pierre de Monaco pour l'ensemble de son œuvre (montant : 25 000 €)[21]
- 2023 : prix Goncourt de la poésie, prix spécial attribué à titre posthume pour l'ensemble de son œuvre poétique

### Hommages
- Christian Bobin est cité au Belvédère du Grau-d'Agde.

La médiathèque du Creusot est en hommage à l'auteur dénommée Christian Bobin.

### Filmographie
- Christian Bobin, La grande vie, documentaire de Claude Clorennec (France, 2017, sortie en DVD le 15 février 2022, 1 DVD, 52 min, Nour Films)[22]